# Ana Díaz Aceves
Ana Margarita Díaz Aceves, más conocida como Ana Díaz (Oaxaca de Juárez, Oaxaca, México; 6 de febrero de 1972), es una compositora y cantante mexicana de canción mexicana contemporánea, en su estilo musical mezcla sonidos como jazz, pop alternativo, rock, trova,  funk, latin, cumbia y  chilena por lo que su género se define como Nueva Canción Mexicana en el cual podemos admirar su gran versatilidad e innumerables aportes.

## Biografía
Ana Díaz nació en la Ciudad de Oaxaca, su madre es originaria de Guadalajara, Jalisco y su padre de Villa Sola de Vega de quienes aprendió  el gusto por la música y la palabra. La influencia de la chilena solteca, que es un género nativo de esa región y el cual ha incorporado en trabajos recientes, principalmente en su producción discográfica La Ruta de los Peces (2017) la heredó de su familia paterna especialmente de su abuela. Empezó a cantar desde la adolescencia,  ya que siempre tuvo interés por la música, años más tarde ingresó a la Universidad Intercontinental en la Ciudad de México en donde se tituló como Licenciada en Ciencias de la Comunicación. A pesar de no haber estudiado formalmente en la música, Ana se dedicó a tomar clases particulares de canto, siendo su primera maestra la cantautora mexicana Nayeli Nesme, cuyas clases pagaba con lo que ganaba cantando en ceremonias religiosas los fines de semana. Años más tarde regresa a su natal Oaxaca en donde continúa su estudio autodidacta en la música y se asocia con otros músicos para formar distintas agrupaciones siendo las más destacadas el dueto formado con el cantautor oaxaqueño Lorenzo López y el dueto formado con el jazzista mexicano Julio García "Reloj de Arena", es con Julio García con quien inicia su recorrido por nuevos géneros musicales como el jazz y bossa nova principalmente.
A raíz de la disolución del dueto y proyecto Reloj de Arena, Ana inicia su camino como solista en el año 2003, el cual continúa hasta la fecha. A partir de entonces ha colaborado en diversos proyectos musicales y temáticos destacando su trabajo con canciones infantiles y la equidad de género.
Como parte de sus proyectos se encuentra el trabajo hecho con Bandas y Ensambles Filarmónicos en el que presentan principalmente un repertorio tradicional sin dejar de lado sus composiciones.
Ana no trabaja sobre un  solo género  y ha optado por fusionar diversas formas musicales que va conociendo y experimentando en cada uno de sus trabajos discográficos y en cada una de sus composiciones.
Cantante, compositora, promotora cultural, productora, maestra de música de nivel preescolar y empresaria.

## Concepto musical
La temática de sus canciones giran en torno al amor, la identidad, cuestionamientos sociales y planteamientos emocionales. En cuestión musical Ana mezcla diversos géneros que van del soft jazz al  pop alternativo mezclando rock, cumbia, funk, reggae y ritmos latinos. 
Debido a la diversidad en su propuesta musical y su calidad vocal ha logrado importante reconocimiento a nivel local y nacional.
Se inicia en la música en 1993 cantando trova.
"Ana trabaja con diversos géneros musicales su concepto se basa en los sonidos de Oaxaca, Veracruz, las costas del Caribe y Colombia".

## Trayectoria
Becaria en dos ocasiones por el Gobierno del Estado de Oaxaca en sus programas FOESCA en 2003 y PECDA 2010 teniendo desde sus inicios una formación autodidacta. Ana escribe parte de las canciones que interpreta con arreglos de músicos como la pianista cubana Nilda Brizuela, el jazzista Julio García y el pianista y guitarrista oaxaqueño Oscar Rafael Martínez. A lo largo de su carrera, Ana ha alternado con artistas como Pablo Milanés,  Lila Downs, Ernesto Anaya, Mexicanto, Tania Libertad, Fernando Delgadillo, David Haro, José Hinojosa y Susana Harp, entre otros, en diversos escenarios de Oaxaca y México, Nueva York y Rusia. La música de Ana Díaz ha sido transmitida por distintos medios de comunicación como la televisión y radio estatal de Oaxaca, en el año 2004 presentó su disco “La vida que comienza” a través de Internet dentro del programa radiofónico “La Hora México” que se transmite por Radio Círculo de Madrid en España el cual fue presentado por Alejandro Aura. En el mes de marzo de 2007 se realizó la transmisión de una entrevista que le hicieron a nivel nacional para Radio Educación dentro del programa “Voces Interiores” así mismo en el mes de junio fue entrevistada para “La Hora Nacional” que se transmite en toda la república mexicana, programa en el que presentó su producción “Nubes de Junio” dedicando su quehacer artístico para promover su trabajo como cantautora e intérprete de música popular contemporánea o música de fusión ofreciendo conciertos en distintos lugares dentro y fuera de México, así mismo promueve y apoya diversos proyectos culturales como las composiciones de música infantil de René Cortés, con quien en 1998 creó “Adivina Mandarina”, una propuesta de canciones infantiles que en 2004 les permitió producir “La casita del sol” una colección de tres libros y un CD que estrenó acompañada por la Orquesta Sinfónica de Oaxaca; en 2008 participó en el disco “Es tiempo de aprender los derechos de los niños” producido por el DIF Estatal de Oaxaca, recientemente ha colaborado con la cantante mexicana Lila Downs a beneficio del Fondo de Becas Guadalupe Musalem en la Ciudad de Oaxaca en apoyo a mujeres indígenas de escasos recursos para que continúen con sus estudios.
En el año 2012 recibe la Beca María Greever, el apoyo más importante en México para compositores de música popular. 
Entre los proyectos en los que ha colaborado destacan su participación con la Banda de Música del CECAM (Tlahuitoltepec, Oaxaca) en el año 2014, dentro del CD "XëëW" interpretando la canción Oración n.º 1. En este proyecto participan Lila Downs, Ely Guerra, Troker, Natalia Lafourcade, entre muchos otros. Así mismo la colaboración con el Instituto de la Mujer Oaxacaqueña y la AC Consorcio para la Equidad en el proyecto "Ni un besito a la fuerza" al lado de otras mujeres cantantes oaxaqueñas en 2015. En ese mismo año realiza una serie de conciertos en Nueva York y en Rusia dentro del Festival Internacional Viva México.

## Presentaciones destacadas
Entre sus más importantes presentaciones destacan:
- 2006. Fiesta de la Cultura Oaxaqueña  Oaxaca, Oax.
- 2006. 3.er Festival Coyoacán, México DF
- 2007. Fiesta de la Cultura Oaxaqueña  Oaxaca, Oax.
- 2007. Fiestas de Octubre en Guadalajara, Jal
- 2007. Festival del Mar- Salina Cruz, Oaxaca
- 2008. Foro de Creadores Oaxaqueños
- 2008. Otoño en Lagos – Lagos de Moreno Jal
- 2009. Feria de San Marcos, Aguascalientes
- 2009. Festival Papirolas- Guadalajara Jal
- 2009. Festival de la Ruta Dominica, Teposcolula Oaxaca
- 2009. Festival de Iztapalapa Navideño, México DF
- 2010. Festival Ortiz Tirado, FAOT Sonora
- 2010. Centenario Teatro Macedonio Alcalá
- 2010. Festival Humanitas, Oaxaca Oax.
- 2011. Fiestas de Mayo en Oaxaca 2011
- 2011. Semana Cultural Rodolfo Morales.
- 2013. Artista invitada en el concierto de Pablo Milanés en la UABJO, Oaxaca, Oax.
- 2014. Festival de la Ciudad, Oaxaca, Oax.
- 2014. Festival Quimera, Metepec, Edo. de México
- 2015. Terraza 7, Brooklin NY, USA.
- 2015. Casa Mezcal NY
- 2015. Realiza 7 conciertos dentro del Festival Internacional Viva México en Sochi, Rusia.
- 2017. Presenta su nueva producción discográfica La Ruta de los Peces.

## Causas sociales
- 2002. Concierto "Escucha el S.O.S." para COESIDA,  Oaxaca, Oax.
- 2004. 1.er. Concierto a beneficio de la Estancia Fraternidad, Oaxaca, Oax.
- 2005. 2.º Concierto a beneficio de la Estancia Fraternidad, Oaxaca, Oax.
- 2007. Concierto a beneficio de la "Casa de la Mujer", Rosario Castellanos, Oaxaca, Oax.
- 2007. Participación en concierto a beneficio del Fondo de Becas Guadalupe Musalem, al lado de Lila Downs
- 2009. Participación en Velada Musical a beneficio del FOndo de Becas Guadalupe Musalem, al lado de Lila Downs
- 2011. Participación en Velada Musical a beneficio del FOndo de Becas Guadalupe Musalem, al lado de Lila Downs
- 2014 y 2015. 1.ª y 2.ª Semana contra el Cáncer, Oaxaca, Oax.
- 2014. Participa como cantante y productora del concierto Ni un Besito a la Fuerza. Día Internacional contra la violencia hacia la Mujer.

## Colaboraciones en vivo
- 2003. Participación en la puesta en Escena "Amina Lawal" invitada por el Ballet Contemporáneo de la Ciudad de Oaxaca, de la coreógrafa Laura Vera
- 2011. Participación con el Ballet Contemporáneo de la Ciudad de Oaxaca, de la coreógrafa Laura Vera Oaxaca, Oax.
- 2011. Feria Internacional de San Luis, con el grupo de música infantil "Bandula"
- 2011. Participación en la puesta en escena multidisciplinaria "La Catrina" de Noel Robles Suástegui. Oaxaca, Oax. encarnando a La Catrina.

## Presencia en radio, prensa y televisión
- La Hora Nacional (Radio Nacional)
- Animal Nocturno por TV Azteca (TV abierta)
- Radio Educación (Radio Nacional)
- IMER (Radio Nacional)
- CORTV Oaxaca (TV Local)
- La Hora México, España
- Entrevista para España por musicnightinternational.com
- Diversos programas de radio por Internet
- Programa especial para Radio IRA 13, Bahía Blanca, Argentina
- El Imparcial (prensa local)
- El Noticias (Prensa local)
- Revista Mujeres (prensa local)

## Discografía

### Álbumes de estudio
- 2002: Recuerdos
- 2003: La Vida que Comienza
- 2004: Nubes de Junio
- 2008: Esta Noche
- 2017. La Ruta de los Peces

### Álbumes colectivos
- 2007: Lo mejor de Ana Díaz. Disco recopilatorio de su trayectoria. Independiente.
- 2009: Armonía en el Zócalo. Edición del Municipio de Oaxaca de Juárez.
- 2012: México, canción de mi corazón. CD de los finalistas del concurso nacional México Canción de mi Corazón. Canción: Arrecifes de coral
- 2013: La nueva canción mexicana. Disco de becarios (2011-2012) María Greever. Canciones: Enterrando Cadenas y Hay Días Así
- 2014: Ni un besito a la fuerza. Disco colectivo. 10 mujeres y 3 poetas oaxaqueñas. Disco por la NO violencia de Género. Canción: Despierta

### Colaboraciones
- 2000: CD "La Luna" del cantautor italiano Daniel Semprini
- 2003: "La Casita del Sol" canciones de René Cortés
- 2007: Es tiempo de aprender los Derechos de los Niños. DIF Estatal
- 2010: Canta Oaxaca y Llora
- 2011: Chulita de mi Alma
- 2013: "La La La" canción de la cantante japonesa Namie Amuro para el álbum "FEEL" (letra y música)
- 2014: XëëW. Disco de la Banda de Música del CECAM. Canción: "Oración No. 1"

### Reconocimientos
- 2012. Ganadora de la Beca María Greever (2.ª Generación)
- 2011. Finalista en el concurso nacional de composición México Canción de Mi Corazón. Canción "Arrecifes de Coral"
- 2011. Mejor Intérprete del concurso nacional México Canción de mi Corazón Canción: "Arrecifes de Coral"
- 2014. Recibe el reconocimiento a su trayectoria: Pergamino de Oro al Mérito Andrés Henestrosa. Teatro López Tarso del Teatro San Ángel, México DF
- 2017. Recibe por segunda ocasión el reconocimiento a su trayectoria: Pergamino de Oro al Mérito Andrés Henestrosa. Senado de la República, CDMX